# Каган, Юрий Моисеевич
Ю́рий Моисе́евич Кага́н (6 июля 1928, Москва — 4 июня 2019) — советский и российский физик-теоретик. Академик АН СССР, РАН (с 1984 года), доктор физико-математических наук, профессор. Лауреат Ленинской и Государственной премий СССР.

## Биография
Родился в семье Моисея Александровича Кагана (1889—1966), из купеческой второй гильдии семьи, выпускника юридического факультета Императорского Санкт-Петербургского университета, который в 1920-е годы был председателем правления Всеукраинского государственного банка, затем работал в Наркомземе. Мать — Рахиль Соломоновна Хацревина (1890—1967), работала зубным врачом. Родители переехали в Москву из Витебска.
Ранняя юность пришлась на трудные военные годы. Работал на военном заводе, посещал вечернюю школу рабочей молодежи. Осенью 1944 года поступил на первый курс в Московский авиационный институт. В феврале 1946 года перевёлся на второй курс инженерно-физического факультета Московского механического института (впоследствии МИФИ).
В 1950 году окончил МИФИ с отличием. Одновременно сдал Л. Д. Ландау все экзамены знаменитого «теорминимума» и был приглашён к нему в аспирантуру.
По окончании института Ю. М. Каган получил направление на один из объектов Атомного проекта — Уральский газодиффузионный комбинат (г. Новоуральск). В течение 6 лет (1950—1956) работал в Центральной лаборатории комбината, сначала в должности младшего научного сотрудника, а затем старшего научного сотрудника. В этот период он развивал общую теорию разделения изотопных газовых смесей на пористых средах, введя оригинальную идею замены пористой среды тяжёлым «стеночным» газом с определёнными рассеивающими характеристиками. На Урале его научный вклад был высоко оценён академиком И. К. Кикоиным, одним из ведущих исполнителей атомного проекта. По команде И. В. Курчатова Ю. М. Каган был переведён в Москву — в Институт атомной энергии.
В 1954 году защитил кандидатскую диссертацию по разделению изотопов урана. В 1959 году защищает диссертацию на соискание учёной степени доктора физико-математических наук.
В 1956 году Ю. М. Каган был приглашён в Москву, в Институт атомной энергии (сейчас «Курчатовский институт»). С того времени и до последних дней жизни его научная деятельность была связана с Курчатовским институтом: Ю. М. Каган возглавлял лабораторию, был руководителем отдела «Теория конденсированного состояния». Более полувека Ю. М. Каган преподавал в Московском инженерно-физическом институте (с 1964 года — профессор). На кафедре «Теоретическая ядерная физика» он читал авторский курс «Современная теория твёрдого тела», сыгравший для многих поколений студентов существенную роль при выборе специализации.
В течение многих лет Ю. М. Каган был членом редакционных коллегий журналов «Физика твёрдого тела», «Журнал экспериментальной и теоретической физики», «Вестник Российской Академии наук».
Умер 4 июня 2019 года. Урна с прахом захоронена на Донском кладбище (участок у 10 колумбарий).

## Научная деятельность
Основные работы посвящены кинетической теории газов, теории конденсированного состояния, взаимодействию ядерного излучения с веществом, квантовой кинетике при низких и сверхнизких температурах.
Каган развивает кинетическую теорию газов с вращательными степенями свободы. Совместно с Л. А. Максимовым им была построена общая теория явлений переноса в молекулярных газах во внешних полях, позволившая, в частности, объяснить природу известного ещё с тридцатых годов эффекта Зенфтлебена (изменение кинетических коэффициентов нейтрального молекулярного газа в магнитном поле). Играющий принципиальную роль в теории вектор, составленный из вектора скорости и вращательного момента молекулы, получил название «вектора Кагана».
Одновременно он развивает последовательную многочастичную теорию непереходных металлов с выявлением определяющей роли электронной жидкости в формировании статистических и динамических свойств металла и появлении нового типа особенностей в фононном спектре. Важным результатом теории было снятие ограничений на величину константы электрон-фононного взаимодействия.
К этому циклу примыкают известные работы Кагана по металлическому водороду с доказательством существования метастабильной фазы и исчерпывающим анализом её кристаллической структуры, уравнения состояния и колебательного спектра в широком интервале давления.
Особое место в исследованиях Кагана занимает изучение когерентных явлений при резонансном взаимодействии ядерного излучения с кристаллами, приведшее к представлению о делокализованных по кристаллу коллективных ядерных возбуждений. В работах, выполненных совместно с А. М. Афанасьевым, был предсказан эффект подавления неупругих каналов ядерной реакции при резонансном ядерном рассеянии в кристаллах, когда сильно поглощающий излучение (гамма-кванты, нейтроны) кристалл становится почти прозрачным (эффект Кагана-Афанасьева).
Этому направлению предшествовал цикл работ Кагана по теории основных твердотельных аспектов эффекта Мессбауэра, в существенной степени способствовавших развитию в стране исследований на базе этого эффекта.
Значительный объем исследований Кагана посвящен изучению квантовых кинетических явлений в конденсированных средах. В работе с И. М. Лифшицем ими было впервые предсказано, что кинетика фазового перехода при предельно низких температурах реализуется через подбарьерное туннелирование растущих зародышей новой фазы.
Был опубликован большой цикл работ с развитием теории квантовой диффузии атомных частиц в твердотельных регулярных и нерегулярных средах с учётом сильного взаимодействия с возбуждениями среды и межчастичного взаимодействия.
В последующие годы научные интересы Кагана в существенной степени связаны с проблемой бозе-конденсации и сверхтекучести в макроскопических квантовых системах, образованных ультрахолодными газами. Каган и его сотрудники внесли большой вклад в становление этой быстро развивающейся области. Так, была решена проблема кинетики формирования бозе-конденсата и дальнего порядка из первоначально чисто классического газа. Был предсказан эффект подавления неупругих процессов при образовании бозе-конденсата.
Примыкают к этому циклу работы Кагана с неожиданным предсказанием возможности наблюдения бозе-конденсации возбуждений в стационарных термодинамически неравновесных системах.

## Семья
- Жена — Татьяна Николаевна Вирта (род. 1930), литератор и переводчик художественной прозы с сербохорватского языка, дочь писателя Н. Е. Вирты.
  - Сын — Максим Юрьевич Каган (род. 1961), физик-теоретик, член-корреспондент РАН.
- Брат — Борис Моисеевич Каган (1918—2013), учёный и конструктор в области автоматики и вычислительной техники, доктор технических наук, профессор, лауреат Сталинской премии (1949).
- Сестра — Елена Моисеевна Каган (литературный псеводоним Елена Ржевская, 1919—2017), писатель, автор широко известных книг о войне.
- Двоюродные братья и сестра — писатель Захар Львович Хацревин, инженер Наум Александрович Роговин, химик Захар Александрович Роговин, актриса Валентина Григорьевна Вагрина.

Дружил семьями с С. П. Капицей.

## Государственные награды
- 1976 — Государственная премия СССР 1976 года в области науки и техники — за цикл работ по предсказанию, обнаружению и исследованию эффекта подавления ядерной реакции в совершенных кристаллах[3]
- 1986 — Ленинская премия 1986 года в области науки и техники — за цикл работ «Туннельный перенос вещества и квантовая кристаллизация», опубликованных в 1972—1984 годах[4]
- 1996 — Орден Дружбы — за заслуги перед государством, большой личный вклад в развитие атомной промышленности и многолетний добросовестный труд[5]
- 1998 — Орден «За заслуги перед Отечеством» III степени — за заслуги перед государством и большой личный вклад в развитие отечественной науки[6]
- 2008 — Орден Почёта — за большой вклад в развитие отечественной науки и многолетнюю плодотворную деятельность[7]
- 2016 — Медаль «За заслуги в освоении атомной энергии» — за большой вклад в развитие атомной промышленности и многолетний добросовестный труд[8]
- Два ордена Трудового Красного Знамени

## Научные награды и звания
- 1970 — избран членом-корреспондентом АН СССР
- 1975 — Премия им. М. В. Ломоносова АН СССР
- 1984 — избран академиком АН СССР
- 1990 — Почётный доктор Мюнхенского технического университета (Германия)
- 1990 — Почётный Ван-дер-Ваальс профессор Амстердамского университета (Нидерланды)
- 1994 — Премия Карпинского (Германия)
- 1994 — Премия Фонда Гумбольдта
- 1995 — избран членом Европейской академии (Academia Europaea)
- 1996 — Почётный доктор Уппсальского университета (Швеция)
- 1998 — избран почётным членом Академии наук Венгрии
- 2009 — Демидовская премия
- 2017 — Премия имени И. Я. Померанчука

Ю. М. Каган дважды приглашался Гарвардским университетом читать престижные Лекции Морриса Лёба по физике (1988, 1996)